# Réduction de bruit audio Dolby

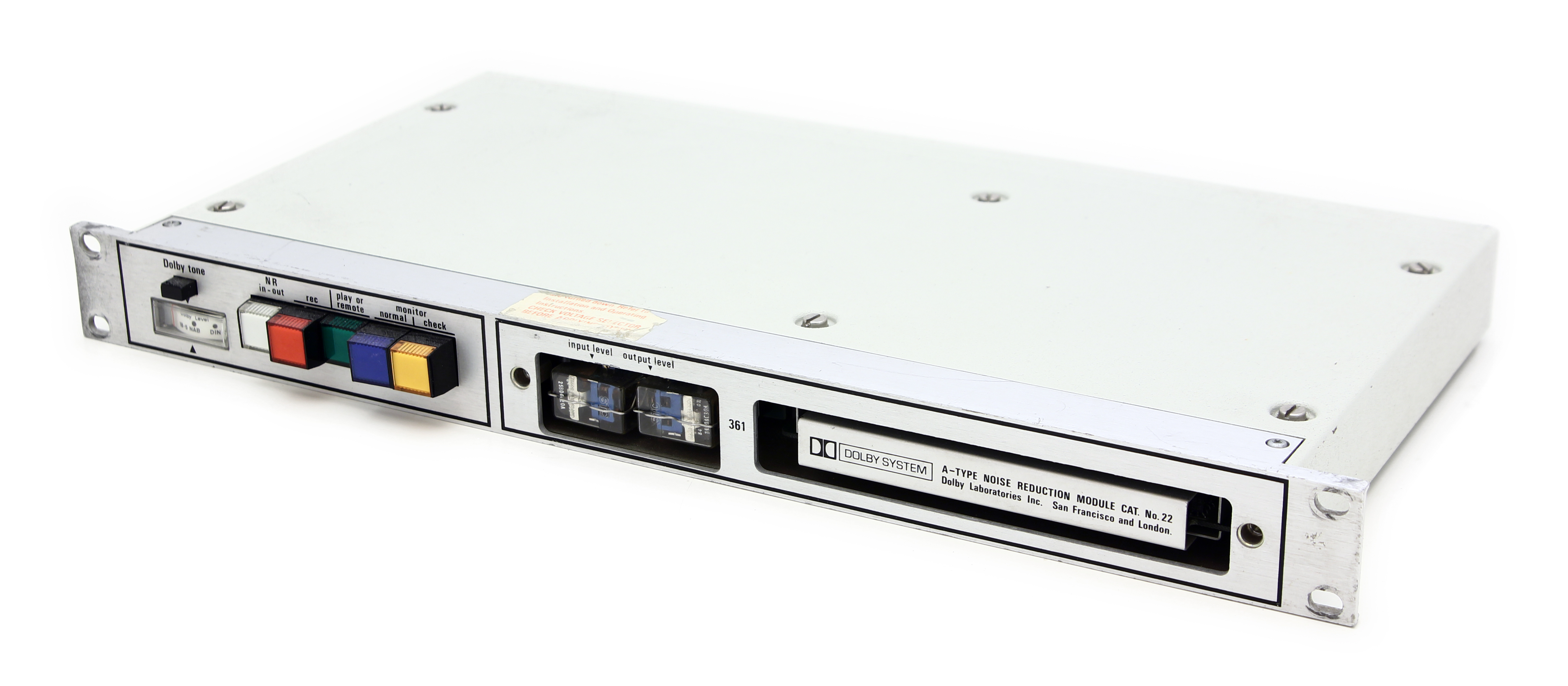
Carte Dolby.

Le filtrage audio Dolby ou Dolby NR désigne une série de filtres audio analogiques mis au point et commercialisés par les Laboratoires Dolby, destinés aux magnétophones. Le premier de ces appareils a été le Dolby A (1965), un boîtier professionnel à large spectre, plus particulièrement destiné aux studios d'enregistrement ; mais le boîtier le plus utilisé était le Dolby B (mis sur le marché en 1968), filtre à bande glissante pour l'audioélectronique grand public, qui a permis de réaliser des platines-cassettes à haute fidélité, malgré un support d'enregistrement (les cassettes audio) de qualité médiocre, à défilement rapide. Il est presque toujours présent sur les platines-cassettes et les mini-cassettes actuelles, bien que Dolby ait arrêté de franchiser son invention pour les nouvelles platines depuis 2016. Parmi ces différentes cartes électroniques, les Dolby A et Dolby SR étaient destinées aux professionnels ; le Dolby B, le C et le S, à l'audioélectronique grand public. Hormis le Dolby HX, toutes les variantes du Dolby opèrent par compensation : comprimer la gamme dynamique du son à l'enregistrement, et la rétablir à l'écoute.

## Principe
L'enregistrement d'un signal sur bande magnétique s'accompagne d'un léger bruit de fond évoquant un souffle. On peut bien sûr tâcher d'y remédier en utilisant une cassette haut-de-gamme, favorisant le signal sonore au détriment du bruit. On peut également augmenter la vitesse de défilement de la bande, ou utiliser une bande magnétique plus large. Les cassettes étaient initialement conçues pour permettre d'enregistrer facilement la voix sur une bande miniaturisée, avec une vitesse de défilement aussi petite que 4,75 cm/s, alors que les magnétophones professionnels de haute-fidélité utilisaient des bandes magnétiques défilant à 38 cm/s ou à la rigueur 19 cm/s (et seulement 9,50 cm/s pour les moins performants). Étant donné la petite taille de la bande magnétique et sa petite vitesse de défilement, le souffle était l'un des principaux défauts des enregistrements sur cassettes.

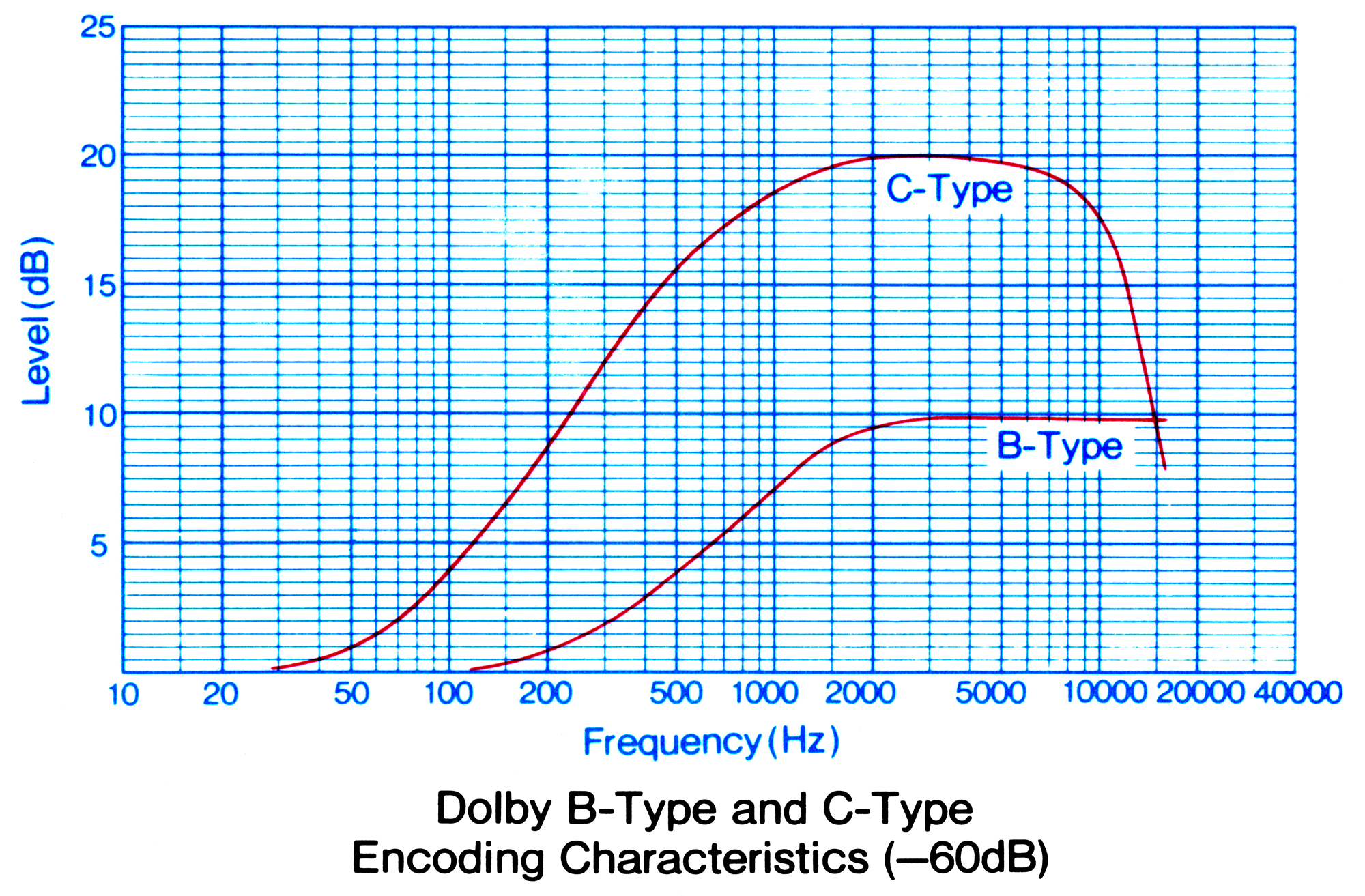
Caractéristiques du filtre d'écriture pour les filtres Dolby B et C, pour un signal d'entrée de −60 dB. Le filtre de décodage pour l'écoute est l'exact inverse : la réponse en fréquence source/enregistrement présente un plateau uniforme.

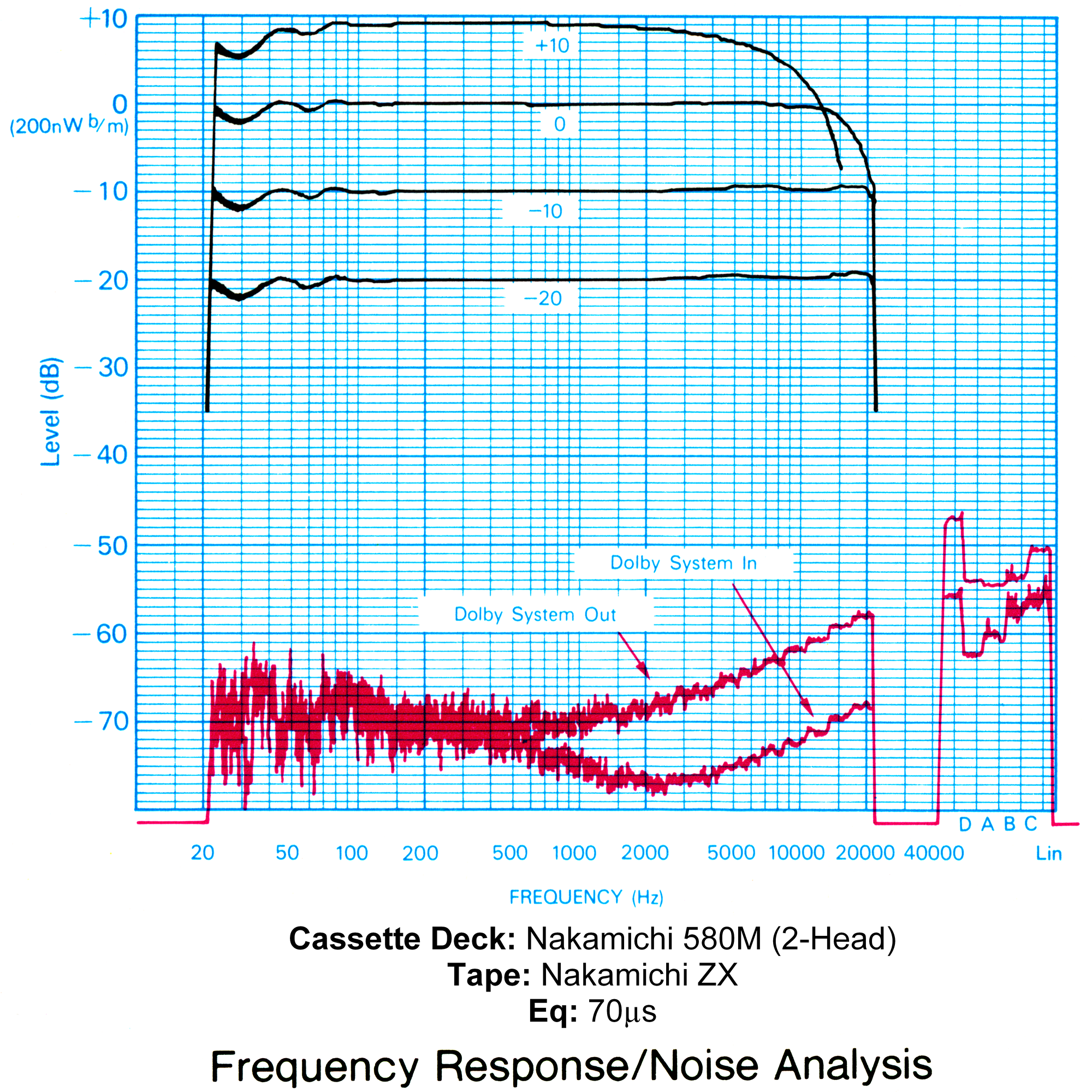
Analyse du spectre de bruit d'une platine-cassette Nakamichi 580M par une carte analogique Dolby B.

Le débruitage Dolby consiste à amplifier certaines fréquences à l'enregistrement (technique dite preemphasis), et à restituer l'intensité originale de ces fréquences à l'écoute (deemphasis) : cette combinaison permet d'améliorer le rapport signal sur bruit. Lorsque le son enregistré est intense, on ne remarque pratiquement pas le souffle, mais dans les plages de silence ou les mouvements exécutés « piano », il devient gênant. Par conséquent, si l'on amplifie suffisamment le niveau du son à l'enregistrement, le bruit peut être rendu imperceptible.
Mais on ne peut se contenter d'augmenter le volume à l'enregistrement : les bandes magnétiques ont en effet une capacité d'enregistrement d'intensité du son limitée : au-delà d'un certain volume, les fréquences les plus intenses saturent la plage, et le son est distordu. L'idée consiste à augmenter le volume du son original uniquement lorsque l'on est loin du seuil de saturation, et de rétablir le volume original à l'écoute, de sorte que le signal corresponde à la source enregistrée. En réduisant le volume à l'écoute, le niveau de bruit est réduit d'autant. Cette idée simple, consistant à augmenter le volume pour marginaliser le bruit, la préamplification, équipe de nombreux équipements Hi-Fi.
À cette amélioration, le Dolby en ajoute une autre, qui tient à la remarque que le bruit de souffle est surtout sensible à l'oreille humaine dans les fréquences supérieures à 1 000 Hz. Or ce sont souvent les basses (les percussions et la batterie) qui sont intenses : aussi, en ne compensant que certaines fréquences, on peut réduire la distorsion totale par rapport à l'original et limiter le traitement aux plages de fréquence (médiums et aigus) les plus significatives à l'oreille. Les principales différences entre les systèmes Dolby concernent le choix de ces plages de fréquence et le niveau d'amplification/désamplification qui leur est appliqué.
Pour chaque plage de fréquence, le niveau de préamplification appliqué dépend du niveau du signal d'entrée : par exemple, pour le débruitage en Dolby B, un signal faible sera amplifié de 10 dB, tandis que les sons déjà au « niveau Dolby » +3 VU sont inchangés. Entre ces deux limites, une amplification intermédiaire est appliquée. À l'écoute, on applique la procédure inverse : le son est atténué en fonction du niveau de puissance au-delà de 1 kHz. En diminuant l'intensité de cette portion du signal, on produit une atténuation progressive des aigus, ce qui réduit ipso facto le niveau constant du bruit de fond sur la bande enregistrée, et précisément là où il serait le plus gênant.
Ces deux phases (préamplification/désamplification) sont censées se compenser l'une l'autre par rapport à la source enregistrée. La compensation s’effectue à l’écoute : le bruit apparent est réduit, et l’auditeur ne devrait percevoir aucune autre différence par rapport à la source ; en revanche, si le niveau enregistré n’est pas désamplifié par l’appareil d’écoute, cela rend un son plus éclatant et métallique.
La calibration correcte des étages d’enregistrement et d’écoute est primordiale dans la fidélité de l’enregistrement. Cette calibration peut se trouver compromise par l'emploi d’une bande magnétique de mauvaise qualité, par des têtes d’enregistrement (ou de lecture) encrassées ou désalignées, par une sélection inappropriée de niveaux de mixage, ou par une vitesse de défilement inadaptée lors de la reproduction en série de la matrice d'enregistrement. Une telle situation se traduit à l'écoute par une espèce de chuchotement de fond, ou bruit de souffle, dont l'intensité relative dépend du volume.
Certaines chaînes Hi-Fi haut-de-gamme comportent un dispositif de calibration automatique du Dolby. À l’enregistrement, on peut se servir d'un son étalon « de niveau Dolby », et vérifier la conformité du même son enregistré, à +3 VU sur le VU-mètre, comme le proclame le logo Dolby. Ce niveau Dolby correspond, pour les chaînes Hi-Fi, à 200 nWb/m, et il existait dans le commerce des bandes-amorce de calibration pour permettre à l'amateur éclairé de faire lui-même son réglage. Pour le contrôle de précision de l'enregistrement au rematriçage sur les magnétophones à triple-tête, il faut pré-amplifier et compenser le signal en temps réel : les boîtiers permettant cette opération sont vendus sous la rubrique « Double Dolby. »

## Dolby A
Le Dolby A-(1965) est le premier étage anti-bruit mis sur le marché par Dolby. Destiné aux studios d’enregistrement professionnels, il devint un équipement courant et apprécié au moment où l’enregistrement multipiste s'imposait à toutes les sociétés d'édition musicales. Il consistait à découper le spectre du signal d'entrée en quelques plages de fréquence sonore, traitées séparément par des filtres de 12 dB par octave, avec les fréquences de coupure (3 dB de moins) suivantes: filtre passe-bas à 80 Hz; filtre passe-bande de 80 à 3 000 Hz ; un filtre passe-haut au-delà de 3 kHz, suivi d'un autre filtre passe-haut à 9 kHz (cette cascade deux filtres était du meilleur effet dans les aigus). Le circuit de compensation présente un seuil de −40 dB, avec un taux de compression/décompression de 2:1 à 10 dB. Il procure une réduction de bruit de 10 dB, pouvant aller jusqu'à 15 dB à 15 kHz, selon les publications d'octobre 1967 de Ray Dolby publiées par l'Audio Engineering Society, et par la revue Audio (juin-juillet 1968),.
Comme pour le Dolby B, la compensation précise des phases de compression et de décompression est primordiale. La calibration de l'étage de décompression (du décodeur) pour les bandes magnétiques met en œuvre un champ de magnétisation de 185 nWb/m, c'est-à-dire le même niveau que celui utilisé dans les bandes magnétiques à usage industriel comme l'Ampex ; il correspond au niveau de signal 0 VU sur les platines de chaîne Hi-Fi et au « Niveau Dolby » indiqué sur les boîtiers de débruitage. En mode d'enregistrement (compression ou encodage), un son de référence (le Dolby Tone) est émis pour caler le zéro (0 VU) de l'étage de débruitage de l'appareil d'enregistrement, et coder la bande avec un champ de 185 nWb/m.
Le système Dolby A a connu un regain d'intérêt au début de l'enregistrement optique pour les films.

## Dolby B

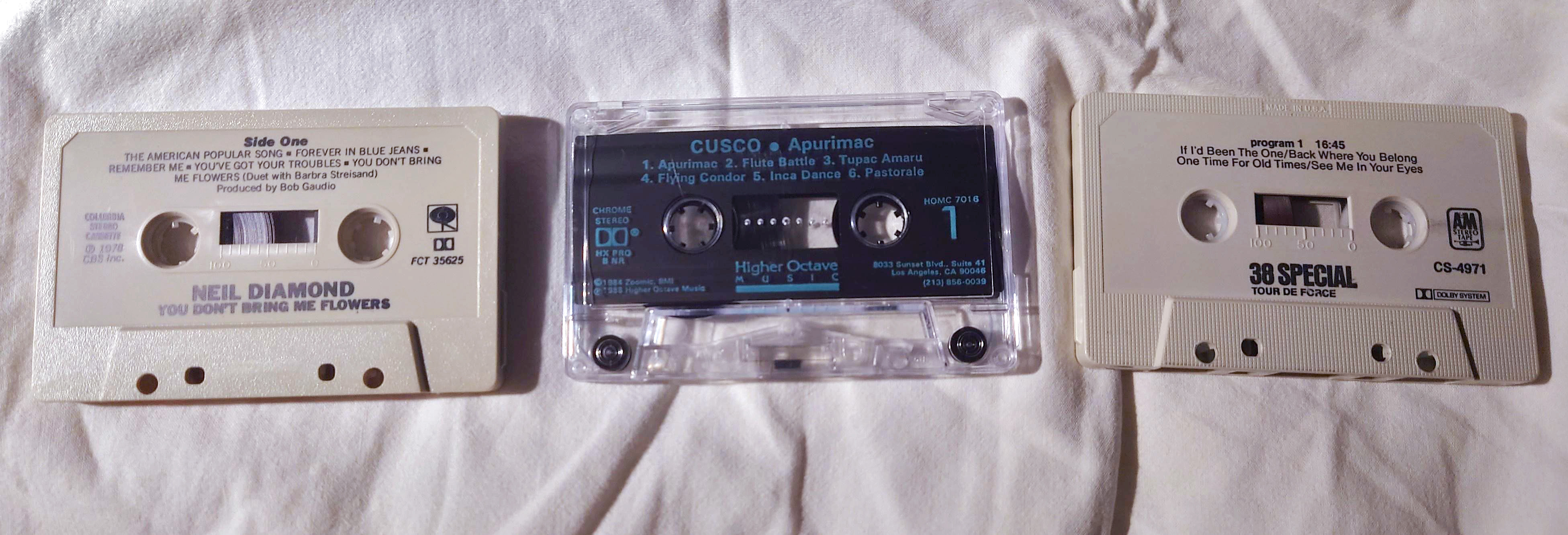
Trois musicassettes différentes codées en Dolby B, montrant les différentes appellations commerciales. You Don't Bring Me Flowers montre le logo Dolby simple ; Apurimac y ajoute la mention "B NR" (et "HX PRO"); Tour De Force complète le logo Dolby logo de la mention Dolby System.

Le boîtier Dolby B (1968) est un filtre analogique à bande glissante, apportant une atténuation du niveau de bruit de 9 dBA, destiné surtout aux cassettes. Moins sophistiqué que le Dolby A (donc moins coûteux à la fabrication), les enregistrements en Dolby B sont satisfaisants pour l'écoute sur tous les appareils ne disposant pas d'un décodeur Dolby B, comme les mini-cassettes, les radio-cassettes et les baladeurs. Dépourvues de la compensation de niveau pour l'écoute, les cassettes donnent un son plus éclatant, voire métallique, dans les aigus, ce qui a l'avantage de compenser la dynamique pauvre en aigus des haut-parleurs des mini-cassettes ; malgré tout, le Dolby B offre un débruitage moins efficace d'environ 3 dB que le Dolby A.
Le Dolby B est efficace à partir de 1 kHz : la réduction du bruit est de 3 dB à 600 Hz, 6 dB à 1,2 kHz, 8 dB à 2,4 kHz et de 10 dB à 5 kHz. La largeur de bande d'amélioration est variable, dans la mesure où cette carte électronique a été conçue pour réagir à la fois à l'intensité et à l'enveloppe fréquentielle du signal. Il est ainsi possible d'obtenir une réduction de bruit sensible jusqu'à des fréquences assez graves sans amplifier le souffle.

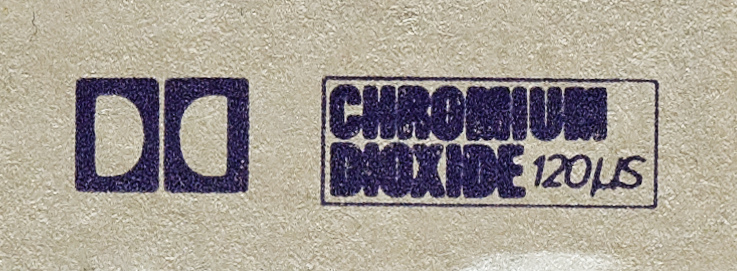
Logo Dolby (à gauche) sur une cassette haut-de-gamme aux oxydes de Chrome.

À partir du milieu des années 1970, le Dolby B est devenu courant sur les cassettes musicales, même pour les matériels d'écoute premier-prix, dépourvus d'un décodeur Dolby. La plupart des cassettes préenregistrées utilisent cette technique. Les magnétoscopes VHS l'utilisaient sur leurs pistes audio.
Avant la mise sur le marché de nouvelles variantes pour les matériels grand-public (le Dolby C étant l'un des premiers), les cassettes supportant le Dolby B et celles encodées par ce procédé étaient simplement étiquetées "Dolby System", "Dolby NR", ou juste du symbole Dolby. Plusieurs labels et fabricants de support d'enregistrement ont continué d'y faire référence, même après l'apparition du Dolby C, encore peu connu.
Le boîtier ANRS de JVC, qui remplaçait le Dolby B sur les premières platines Hi-Fi de JVC, est compatible avec le Dolby B. JVC a finalement renoncé à son standard ANRS ; quelques platines JVC comportent encore un commutateur « ANRS / Dolby B. »

### Dolby FM
Au début des années 1970, le Dolby NR était considéré comme normal dans les émissions radio FM ; quelques amplificateurs et tuners haut-de-gamme possédaient déjà un étage à décodeur Dolby, et même certaines platines-cassettes présentaient un commutateur Dolby B. En 1971, une radio périphérique de Chicago, WFMT, a commencé à émettre en Dolby NR, et il ne fallut pas longtemps pour que 17 autres stations lui emboitent le pas ; mais dès 1974 cette pratique était désuète. Le Dolby FM était une variante du Dolby B, avec une préamplification constante à 25 µs et compensation sur une seule plage de fréquence.
L'Institut für Rundfunktechnik a expérimenté de juillet 1979 à décembre 1981 un dispositif similaire, le High Com FM, et l'a testé auprès des radios jusqu'en 1984. Il reprenait le filtre de compensation à large spectre Telefunken High Com, mais n'a pas trouvé de débouché commercial en FM. Un autre concurrent du Dolby était le FMX, fondé sur la carte CX.

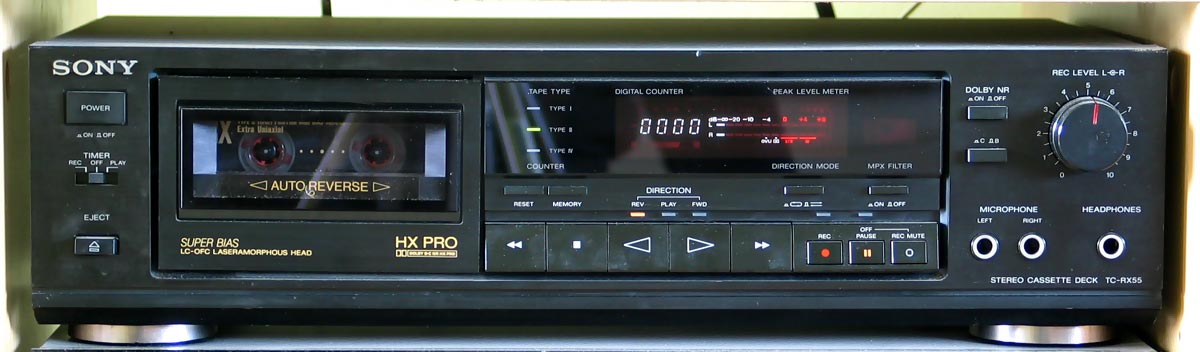
Une platine-cassette de la fin des années 1980, avec rembobinage automatique, contrôle de support, filtres Dolby B et C, etc.

### RMS
Il s'agit d'une variante est-allemande entièrement compatible avec le Dolby B, qui équipait plusieurs platines-cassette des Pays de l'Est dans les années 1980. L'abréviation RMS correspond à Rauschminderungssystem, « système de débruitage. »

## Dolby C

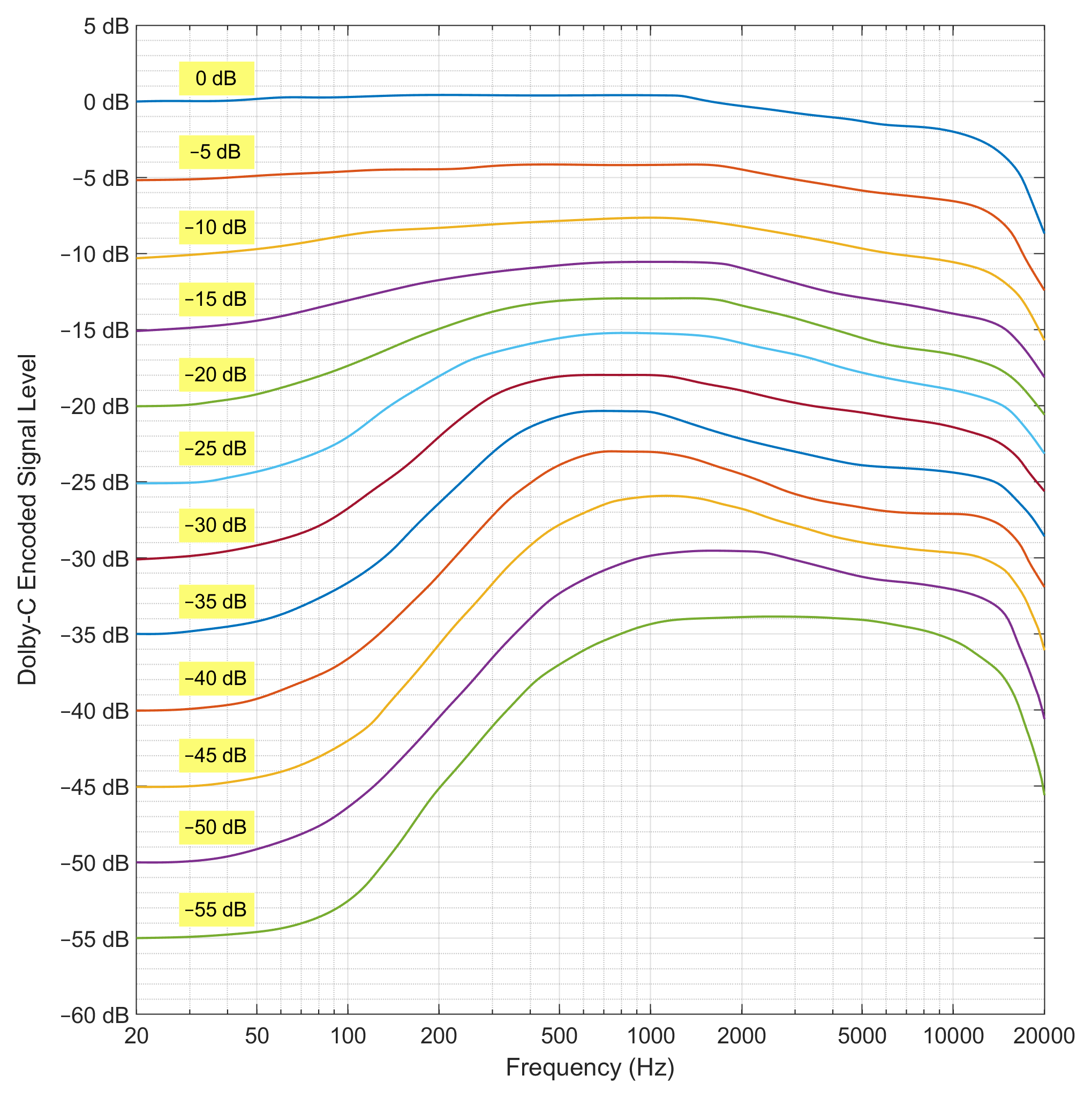
Peigne de caractéristiques du filtre Dolby C pour une plage de niveaux d'entrée.

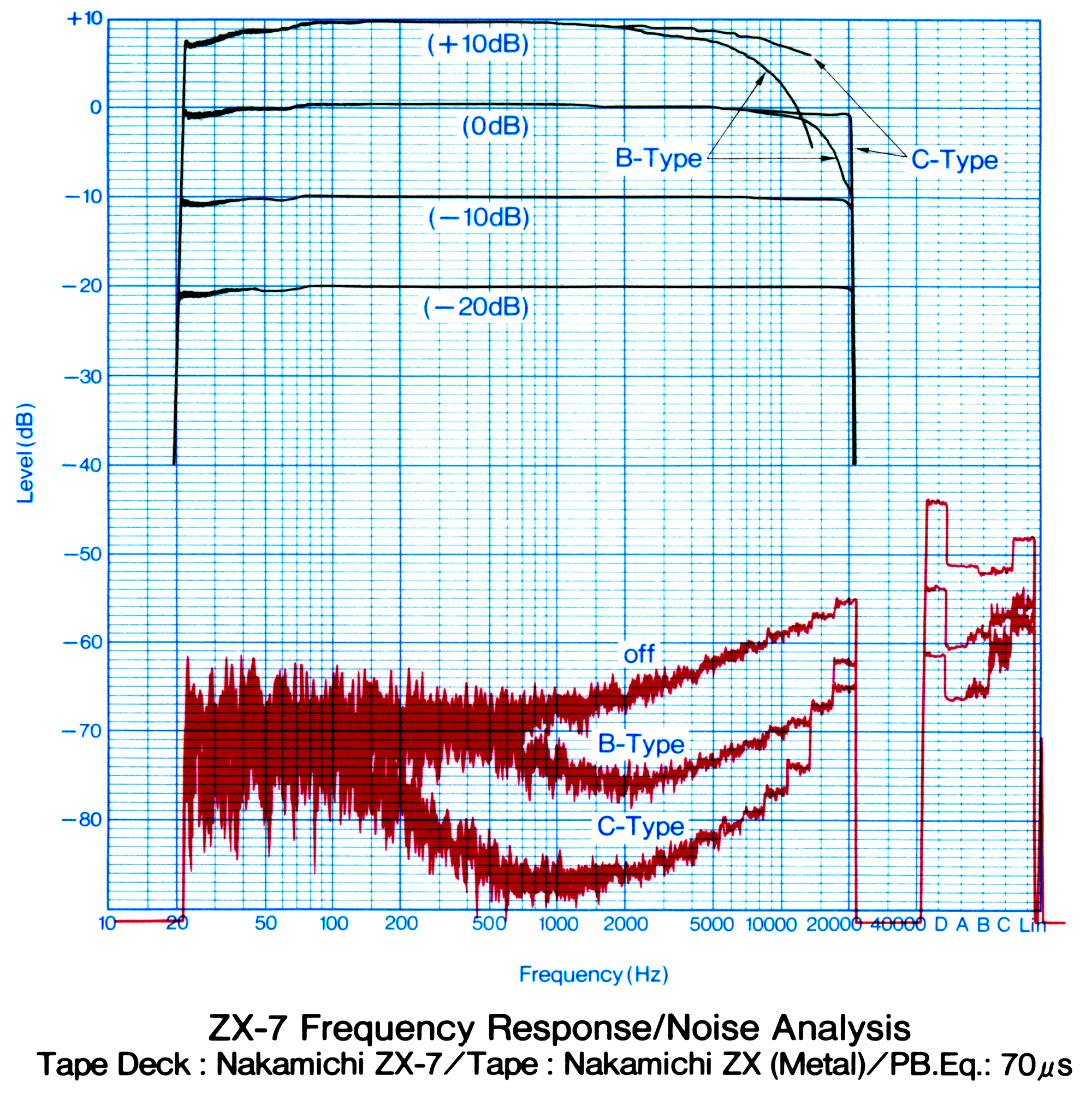
Comparaison des courbes de réponse et des courbes de bruit des filtres Dolby B et Dolby C d'une platine-cassette Nakamichi ZX-7.

Le filtre Dolby C est apparu en 1980. Il procure une atténuation d'environ 15 dBA entre 2 et 8 kHz, plage de fréquences  où l'oreille humaine est particulièrement sensible, et où l'effet de souffle est le plus gênant. Ce filtre repose sur la combinaison de deux étages Dolby B : un étage « aigus » et un étage « graves », avec une extension vers les graves. Comme avec le Dolby B, il exploite une technique de filtre glissant (les fréquences de coupure varient selon le niveau VU du signal) qui permet de gommer le souffle inhérent à la plupart des techniques de débruitage.
Pour prix de ces traitements sophistiqués, les enregistrements en Dolby C ont un très bon rendu à l'écoute même sur des matériels non équipés d'un décodeur Dolby C. On peut écrêter certains de ses excès (le forçage dans les aigus) en le couplant à un lecteur Dolby B.
Dans le traitement par Dolby C, l'atténuation du bruit s'étend jusqu'à deux octaves plus bas qu'avec le Dolby B, afin de réaliser une perception uniforme du bruit de fond. Dans la plage des 8 kHz, où l'oreille humaine est moins sensible au bruit, un circuit de découpage du spectre et un circuit anti-saturation se combinent pour empêcher la surmodulation des graves par les aigus, et donner davantage de résonance à la platine. Les plages musicales sont de meilleure qualité, les différents timbres mieux perceptibles, et avec une meilleure dynamique dans les aigus que ce dont les cassettes étaient capables jusque-là. Avec une platine de bonne qualité, le Dolby C procurait un niveau de bruit uniforme jusqu'à 20 kHz pour un niveau d'enregistrement de 0 dB, ce qui était un exploit en 1989. On pouvait espérer un ratio signal-bruit de 72 dBA (3% THD à 400 Hz) sans effet de souffle, même dans les passages les plus difficiles à enregistrer.
Le Dolby C a équipé les platines à cassette haut-de-gamme dans les années 1980. Le premier matériel commercial avec Dolby C était la platine NAD 6150C (1981). On trouvait aussi du Dolby C sur la partie audio des caméras vidéo professionnelles, pour les vidéocassettes de format Betacam ou U-matic SP. Au Japon, la première platine audio munie du Dolby C était l’AD-FF5 d’Aiwa. Les platines cassette avec Dolby C disposaient aussi du Dolby B pour leur compatibilité amont : on parlait alors de "Dolby B-C NR".

## Dolby SR
Le Dolby SR (Spectral Recording), mis sur le marché en 1986, est le second boîtier à usage professionnel de la société. Il opère une réduction de bruit plus radicale que le Dolby A, en tâchant de maximiser le son d'entrée par tous les moyens, notamment grâce à une cascade complexe de filtres adaptatifs. Le Dolby SR est une réalisation nettement plus coûteuse que les Dolby B ou C, mais il réalise une atténuation de 25 dB dans les aigus. On ne le trouve que sur les matériels d'enregistrement professionnels,.
Dans l'industrie du cinéma, sur les emballages de CD et cassettes VHS de films, les mentions Dolby A et SR renvoient en réalité à la technologie Dolby Surround qui ne se borne pas à atténuer le bruit de fond, mais, ce qui est encore plus important, triple la bande son par adjonction au codage vidéo de deux voies sonores, donnant un effet quadriphonique complet.
Les enregistrements en Dolby SR ont une bonne compatibilité amont et sont notamment lisibles par des lecteurs équipés du Dolby A. La mention Dolby SR-D sur les emballages correspond au double codage en Dolby SR et Dolby Digital.

## Dolby S

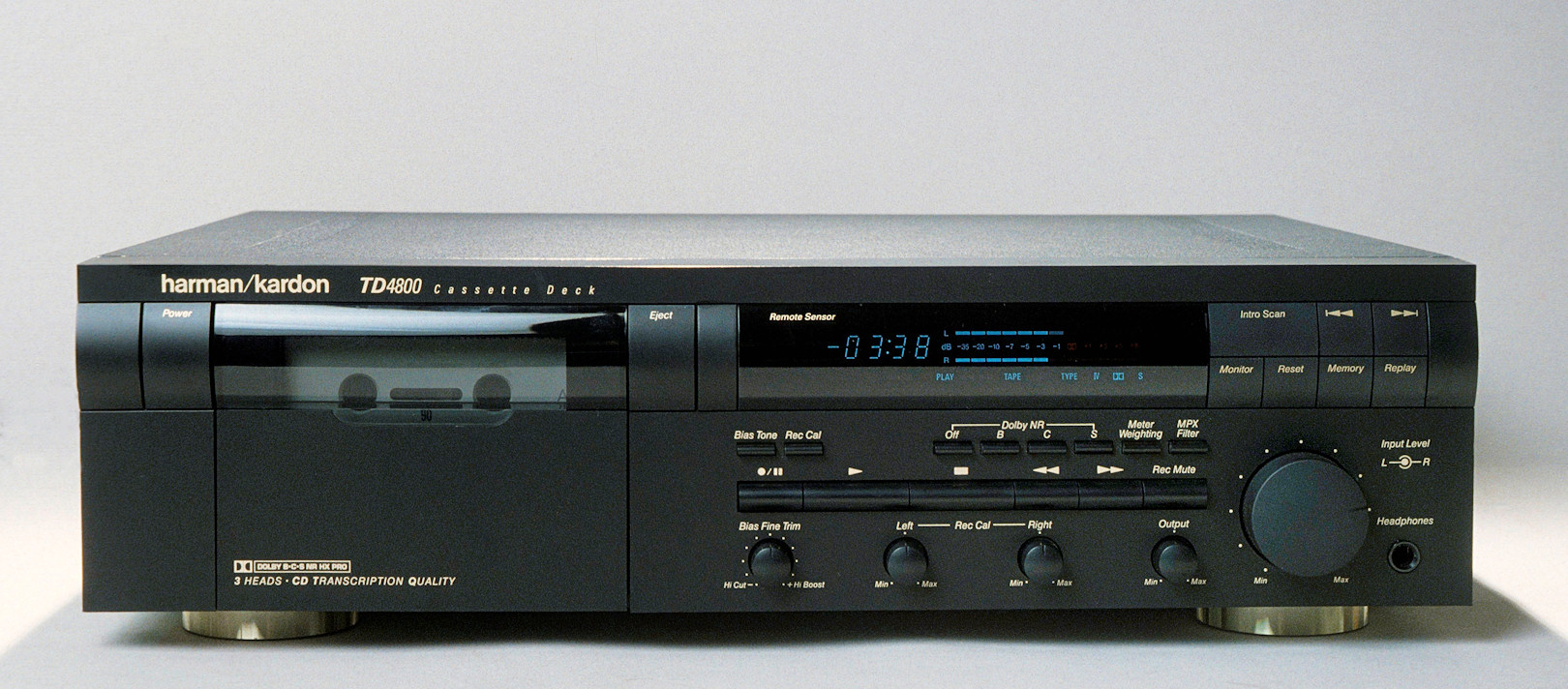
Platine Hi-FI Harman/Kardon à Dolby S, comemrcialisée en 1991. Elle incorpore le HX Pro

Le Dolby S a été commercialisé à partir de 1989. Il était destiné à s’imposer comme le standard pour les cassettes musicales pré-enregistrées, et prendre le relai du Dolby B des années 1970 ; malheureusement, il n'arriva qu'au moment où les cassettes le cédaient au disque compact en tant que premier support d'écoute musicale. Les ingénieurs de chez Dolby Labs eurent beau prétendre que la plupart des amateurs de musique ne pouvaient faire la différence entre un enregistrement sur CD et sur cassettes encodées en Dolby S : leur système n'équipa que les chaînes haut-de-gamme sans vraiment percer sur le marché.
Le Dolby S est beaucoup moins vulnérable que le Dolby C à l'amplification du bruit du moteur d'entraînement de la bande magnétique. En outre, il est compatible avec le Dolby B , c'est-à-dire qu'on peut avantageusement en bénéficier sur les platines déjà équipées du Dolby B. Ce n'est, au fond, qu'une version économique du Dolby SR : il utilise les mêmes techniques de réduction du bruit de fond. Le Dolby S réalise une atténuation de 10 dB dans les graves et jusqu'à 24 dB dans les aigus.

## Dolby HX/HX-Pro

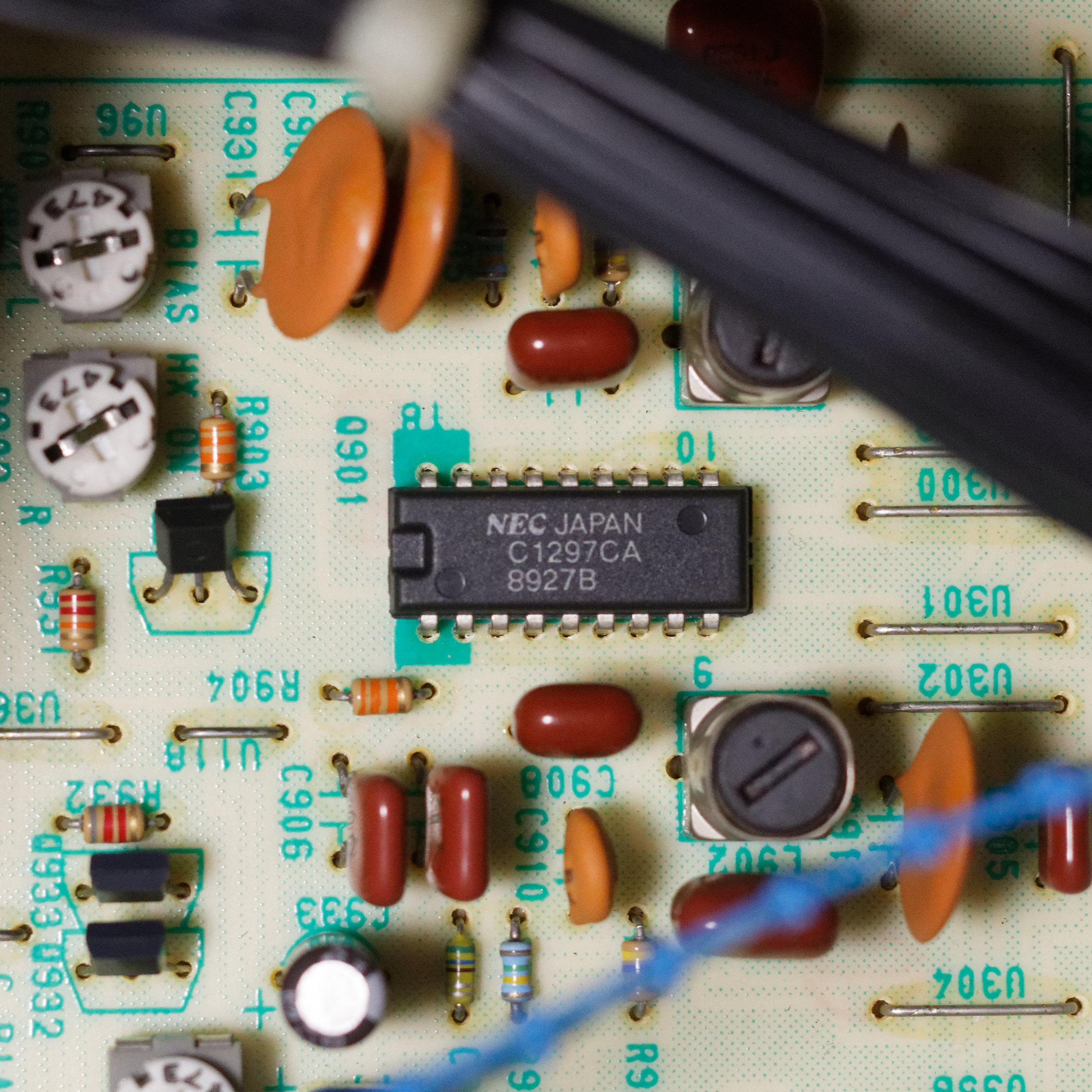
Détail d'une carte Dolby HX à base de circuit intégré NEC uPC1297. Elle module un courant de polarisation et l'injecte dans les deux canaux de la tête d'enregistrement stéréo via deux bobines à ferrite.

Le comportement d'une bande magnétique est par nature non proportionnel en raison de l'hystérésis magnétique : si un signal analogique était enregistré de façon brute sur ce support, le signal obtenu à la relecture serait très déformé. Pour résoudre cette difficulté, on module le signal d'entrée par un signal haute fréquence, dit de « polarisation par courant alternatif » (bias en anglais), pour donner à l'enveloppe du son stocké sur bande une image identique à celle du signal d'entrée. Mais si le son comporte des aigus puissants (en particulier à cause d’instruments de percussion du genre cymbales charleston), cette modulation se traduit par un décalage constant, à cause de la saturation magnétique de la bande. C'est pourquoi le courant de polarisation doit être modéré en présence d'aigus forts (on parle de « polarisation dynamique ») : on peut ainsi préamplifier le signal sans risque de saturation.
Le Dolby HX d'origine (HX est l'abréviation de Headroom eXtension, ou gain de puissance), remonte à 1979. Il a été imaginé par Kenneth Gundry des Laboratoires Dolby, mais dédaigné par l'industrie à cause de ses défauts inhérents. Bang & Olufsen a poursuivi les recherches, et leur ingénieur Jørgen Selmer Jensen a breveté ce système en 1981, avant de confier la licence du HX-Pro à Dolby, moyennant un contrat d'exclusivité de plusieurs années pour l'électronique grand public, afin de protéger les ventes de la platine cassette Beocord 9000,. Dès le milieu des années 1980, le filtre Dolby de Bang & Olufsen s'est imposé comme un standard industriel.
Le Dolby HX-Pro ne concerne que la phase d'enregistrement. Il améliore le rapport signal-bruit quel que soit l'appareil d'écoute de l'enregistrement : on ne peut donc le mettre sur le même plan que les Dolby A, B, C & S, bien qu'il réduise le bruit de fond en compensant la non-linearité d'origine magnétique. Certaines sociétés d'édition musicales ont vendu des cassettes conditionnées par HX-Pro entre la fin des années 1980 et le début des années 1990.

## Tendances actuelles
La prolifération du son numérique (disques compacts, format MP3, téléchargement, streaming) a relégué les technologies analogiques aux instruments de musique et à quelques applications de niche. La production audio électronique a perdu de son importance, ce qui a déterminé la société Dolby à se consacrer aux formats vidéo à haute densité (Dolby Vision), bien que ses boîtiers acoustiques soient toujours recherchés de certains studios et amateurs.